# Фомин, Леонид Олегович
Леонид Олегович Фомин (род. 5 мая 1996, Екатеринбург) — российский хоккеист, вратарь.

## Биография
Воспитанник екатеринбургского «Спартаковца». В сезонах 2013/14 — 2016/17 — игрок молодёжной команды «Автомобилиста» в МХЛ «Авто». С сезона 2017/18 стал играть за «Горняк» Учалы в ВХЛ. 22 февраля 2019 года в гостевом матче против «Витязя» (5:1) дебютировал в составе «Автомобилиста» в КХЛ.
В сезона- 2021/22 — 2023/24 игрок команды чемпионата Белоруссии «Юность-Минск».